# 国家网络安全产业园
国家网络安全产业园是位于北京和长沙的网络产业园。
2017年12月12日首届中国网络安全产业高峰论坛上宣布，工信部、北京市决定共同打造国家网络安全产业园区。规划者希望依托产业园，到2035年建成我国网络安全产业“五个基地”：国家安全战略支撑基地、国际领先的网络安全研发基地、网络安全高端产业集聚示范基地、网络安全领军人才培育基地和网络安全产业制度创新基地。
北京的三个院区规划将实现“三园协同、多点联动、辐射全国”。三个园区各有分工，海淀园：创新驱动策源地，通州园：产业发展拓展地，经开区信创园：信息技术应用创新产业率先突破地。

## 海淀园
海淀园位于北京市海淀区四季青镇，建筑面积54万平方米。

## 通州园
通州园位于北京市通州区西集镇，北至通香公路，南至京哈高速北侧防护绿带，西至任郎路，东至纪西路，包括企业总部区、产业生态区、产业配套区。建筑面积503万平方米。

## 经开区信创园
经开区信创园位于北京经济技术开发区，建筑面积165万平方米。

## 长沙园
长沙园位于湖南省长沙市高新区，2020年6月18日揭牌。